# Pomodoro di San Marzano dell'agro sarnese-nocerino
Il pomodoro di San Marzano dell'agro sarnese-nocerino (DOP) è una varietà di pomodoro riconosciuta come prodotto ortofrutticolo italiano a denominazione di origine protetta.
Il nome proviene dalla città di San Marzano sul Sarno, dove ha visto la nascita. Ha una forma allungata ed è particolarmente adatto per gli usi dell'industria di trasformazione agroalimentare, nell'ambito della quale viene usato per preparare pelati e conserve alimentari. Le sue caratteristiche (polpa compatta e carnosa, poco acquosa e con pochi semi) lo rendono molto adatto a una cottura veloce che permette di conservare un sapore più vivace nella salsa di pomodoro.

## Denominazione
La denominazione di origine protetta (DOP) "Pomodoro San Marzano dell'agro sarnese-nocerino" è riservata al pomodoro che risponde alle condizioni e ai requisiti stabiliti dalle norme del Disciplinare di produzione e trasformazione della Denominazione di Origine Protetta "Pomodoro San Marzano dell'agro sarnese-nocerino".
La denominazione d'origine protetta (DOP) "Pomodoro San Marzano dell'agro sarnese-nocerino", senz'altra qualificazione, è riservata al pomodoro pelato ottenuto da piante dell'ecotipo San Marzano.
Questa qualità di pomodori viene anche chiamata "Oro rosso della Campania".

## Storia
Secondo alcune teorie, il primo seme di pomodoro San Marzano arrivò in Campania nel 1770, come dono del viceré del Perù al re di Napoli. Fu piantato nell'area corrispondente all'attuale comune di San Marzano sul Sarno, dove attecchì bene grazie alla fertilità del suolo vulcanico.
Negli Stati Uniti il San Marzano è considerato la base genetica per un altro tipo di coltura, il pomodoro varietà "Roma" (a sua volta considerato un ibrido).
Il processo di trasformazione industriale del pomodoro San Marzano è cominciato intorno al 1926.
La coltivazione originale "San Marzano" è stata distrutta da una virosi e, quindi, ufficialmente cancellata dal catalogo delle varietà nel 1991.
Le varietà attualmente ammesse per la produzione agricola dal disciplinare di produzione della D.O.P., che della varietà originale conservano parte del patrimonio genetico, sono la KIROS (ex "Selezione Cirio 3"), il "San Marzano 2" e gli ecotipi afferenti a tale tipologia tra cui la "20 SMEC 3", ottenuta dal lavoro di selezione nell'ambito di un progetto finanziato dalla Regione Campania e affidato nel periodo 1995-1997 al Consorzio per la Ricerca Applicata in Agricoltura (CRAA).
La KIROS rappresenta la cultivar di riferimento per la produzione del San Marzano coprendo di fatto quasi tutta la produzione agricola.

## Produzione
Possono concorrere alla produzione di questo pomodoro linee ottenute a seguito di miglioramento genetico dell'ecotipo San Marzano sempre che, sia il miglioramento che la coltivazione, avvengano nell'ambito del territorio così come delimitato nell'articolo 3 e presentino caratteristiche conformi allo standard descritto nell'articolo 5 dello stesso documento disciplinare.
L'articolo 3 della disciplinare indica che il pomodoro ottenuto dall'ecotipo San Marzano o da linee migliorate, per avvalersi della denominazione di origine protetta (DOP) "Pomodoro San Marzano dell'agro sarnese-nocerino" deve essere prodotto da aziende agricole e trasformato da aziende industriali entrambe ricadenti nelle aree territoriali così delimitate:
- L'area è compresa nella zona settentrionale della provincia di Salerno, con propaggini nel Vesuviano e Avellinese. Tutti i comuni sono inclusi nell'Agro Nocerino Sarnese e sono interessati, per la parte di pianura e come utilizzazione, alla zona seminativa irrigua o irrigabile. La parte collinare o a basso rilievo è naturalmente esclusa, non essendo irrigua.

Il pomodoro San Marzano è prodotto nella parte dell'Agro Nocerino Sarnese che si estende nella pianura del Sarno che è ricoperta per la maggior parte da materiale piroclastico di origine vulcanica.
I terreni dell'Agro Nocerino Sarnese si presentano molto profondi, soffici, con buona dotazione di sostanza organica e un'elevata quantità di fosforo assimilabile e di potassio scambiabile. L'idrologia del territorio è molto ricca per la presenza di numerose sorgenti e di abbondanti falde a diversa profondità. L'acqua per uso irriguo viene derivata, in genere, da pozzi che si alimentano direttamente dalla falda freatica.
Circa il clima, l'Agro Nocerino Sarnese risente della benefica influenza del mare. Le escursioni termiche non sono notevoli e qualora il termometro scenda al disotto dello zero, non vi permane a lungo; la grandine è piuttosto rara. I venti dominanti sono il Maestro del nord e lo Scirocco del sud. Le piogge sono abbondanti in autunno, inverno e primavera; scarse o quasi nulle nell'estate. Sebbene le piogge difettino nei mesi estivi, l'umidità relativa dell'aria si mantiene piuttosto alta; il trapianto, di norma, si esegue nella prima quindicina del mese di aprile, però può protrarsi fino alla prima decade di maggio.
Secondo la normativa, la raccolta dei frutti dev'essere eseguita esclusivamente a mano, in maniera scalare, quando essi raggiungono la completa maturazione, e avviene in più riprese.
I frutti raccolti devono essere sistemati e trasportati in contenitori di plastica, la cui capienza è di circa 25 kg. Per il trasporto all'industria di trasformazione, le bacche arrivate al centro di raccolta aziendale e/o collettivo possono successivamente essere trasferite in cassoni, singolarmente identificati, che non superino 2,5 quintali.

### Avversità
Al pari di altre cultivar di pomodoro destinate alla trasformazione industriale e all'industria conserviera, la produzione del San Marzano ha subito nel tempo una grave crisi, con drastici cali produttivi dagli anni ottanta del Novecento agli anni 2000, a causa dell'attacco alle colture da parte di diverse virosi. La più pericolosa di esse è associata al virus del mosaico del cetriolo (CMV-Cucumber mosaic virus), che non ne permette nemmeno la coltivazione su larga scala per il rischio troppo elevato di danno colturale, con perdite che possono raggiungere un'incidenza fino al 100% della produzione agricola. Altra minaccia è costituita dal virus dell'avvizzimento maculato (TSWV-Tomato spotted wilt virus), o Tospovirus, e dal virus del mosaico del cavolfiore (CaMV-Cauliflower mosaic virus).

### Specifica delle aree di produzione
| Area                          | Comune                       | Località |
| ----------------------------- | ---------------------------- | --- |
| Provincia di Salerno          | San Marzano sul Sarno        | intero territorio |
|                               | San Valentino Torio          | intero territorio |
|                               | Scafati                      | intero territorio |
|                               | Baronissi                    | parte del territorio. |
|                               | Fisciano                     | parte del territorio. |
|                               | Mercato San Severino         | parte del territorio. |
|                               | Castel San Giorgio           | parte del territorio |
|                               | Siano                        | parte del territorio. |
|                               | Roccapiemonte                | intero territorio comunale con esclusione della zona ad est della strada provinciale Camerelle - Mercato San Severino.                                                                                                   |
|                               | Nocera Inferiore             | parte del territorio. |
|                               | Nocera Superiore             | parte del territorio. |
|                               | Sarno                        | l'intero territorio comunale con esclusione della zona NE del tracciato: sorgente San Marino, Masseria Scarola, ponte Alaria, centro urbano, cimitero, Santa Maria della Foce, La Marmora (fino al confine provinciale). |
|                               | Pagani                       | l'intero territorio comunale con esclusione della zona sud della strada San Lorenzo - Pagani. |
|                               | Sant'Egidio del Monte Albino | l'intero territorio comunale con esclusione della zona a sud della strada intercomunale Angri - Pagani. |
|                               | Angri                        | l'intero territorio comunale con esclusione dell'intera zona a sud dell'acquedotto dell'Ausino. |
| Provincia di Avellino         | Montoro                      | parte del territorio |
| Città metropolitana di Napoli | Striano                      | intero territorio |
|                               | Poggiomarino                 | intero territorio |
|                               | Pompei                       | intero territorio |
|                               | Sant'Antonio Abate           | intero territorio |
|                               | Castello di Cisterna         | intero territorio |
|                               | Santa Maria la Carità        | intero territorio |
|                               | Boscoreale                   | intero territorio |
|                               | Castellammare di Stabia      | parte del territorio |
|                               | Gragnano                     | parte del territorio |
|                               | Acerra                       | parte del territorio |
|                               | Afragola                     | parte del territorio |
|                               | Brusciano                    | parte del territorio |
|                               | Caivano                      | parte del territorio |
|                               | Casalnuovo                   | parte del territorio |
|                               | Camposano                    | parte del territorio |
|                               | Cicciano                     | parte del territorio |
|                               | Cimitile                     | parte del territorio |
|                               | Mariglianella                | parte del territorio |
|                               | Marigliano                   | |
|                               | Nola                         | |
|                               | Palma Campania               | |
|                               | Pomigliano                   | |
|                               | Scisciano                    | |
|                               | San Vitaliano                | |